# Copa Brasil de Voleibol Masculino de 2025
A Copa Brasil de Voleibol Masculino de 2025, oficialmente Copa Brasil BET7K por questões de patrocínio,A é a 13.ª edição desta competição organizada pela Confederação Brasileira de Voleibol (CBV) através da Unidade de Competições Nacionais. O evento iniciou em 29 de janeiro e a final no dia 16 de fevereiro, com oito equipes participantes.
O campeão foi o Itambé/Minas após vencer o Joinville Vôlei na final por 3 x 2 sets.

## Regulamento
Classificaram-se para a disputa da Copa Brasil de 2025 as oito melhores equipes do primeiro turno da fase classificatória da Superliga Série A 2024-25. O torneio será disputado em sistema de eliminatória simples, em jogos únicos, dividido em três fases: quartas-de-final, semifinais e final.
Nas quartas-de-final, os confrontos serão baseados na posição de cada participante da tabela da referida Superliga Brasileira A, conforme a seguir: 1º x 8º,  2º x 7º , 3º x 6º  e  4º x 5º  os vitoriosos destas partidas passarão às semifinais, a partida semifinal será entre o Vencedor (1º x 8º) x Vencedor (4º x 5º) e na outra partida da referida fase teremos o Vencedor (2º x 7º) x Vencedor (3º x 6º), definindo assim os dois finalistas. Os jogos da quartas-de-final terão como mandantes os quatro melhores times da Superliga Brasileira A, e as semifinais e a final serão realizadas no Arena Multiuso, São José (SC).
A  classificação  de  5º  a  8º  será de  acordo  com  o  índice  técnico  da  fase classificatória. A  classificação  de  3º  e  4º  será  definida  de  acordo  com  o índice técnico da Fase Classificatória, dentre os perdedores participantes da semifinal.

## Equipes participantes
| Equipe                | Cidade         | Arena                           | Capacidade | Qualificação |
| --------------------- | -------------- | ------------------------------- | ---------- | ------------ |
| Sada Cruzeiro         | Contagem       | Ginásio Poliesportivo do Riacho | 2 000      | 1.º          |
| Itambé/Minas          | Belo Horizonte | Arena Minas Tênis Clube         | 3 650      | 2.º          |
| Vôlei Renata/Campinas | Campinas       | Ginásio do Taquaral             | 2 600      | 3.º          |
| Praia Clube           | Uberlândia     | General Mário Brum Negreiros    | 2 200      | 4.º          |
| Sesi-Bauru            | Bauru          | Arena Paulo Skaf                | 5 000      | 5.º          |
| Suzano Vôlei          | Suzano         | Arena Suzano                    | 4 000      | 6.º          |
| APAN/Roll-on          | Blumenau       | Ginásio Galegão                 | 3 000      | 7.º          |
| Joinville Vôlei       | Joinville      | Centreventos Cau Hansen         | 4 000      | 8.º          |

## Resultados
|  | Quartas de final               | Quartas de final         |                            |   | Semifinais | Semifinais |  |  | Final | Final |
|  |                                |                          |                            |   |            |            |  |  |       |       |
|  | 29 de janeiro – Contagem       |                          |                            |   |            |            |  |  |       |       |
|  |                                |                          |                            |   |            |            |  |  |       |       |
|  | Sada Cruzeiro                  | 2                        |                            |   |            |            |  |  |       |       |
|  | Sada Cruzeiro                  | 2                        | 15 de fevereiro – São José |   |            |            |  |  |       |       |
|  | Joinville Vôlei                | 3                        |                            |   |            |            |  |  |       |       |
|  | Joinville Vôlei                | 3                        | Joinville Vôlei            | 3 |            |            |  |  |       |       |
|  | 31 de janeiro – Uberlândia     |                          | Joinville Vôlei            | 3 |            |            |  |  |       |       |
|  |                                | Sesi-Bauru               | 1                          |   |            |            |  |  |       |       |
|  | Praia Clube                    | Sesi-Bauru               | 1                          | 0 |            |            |  |  |       |       |
|  | Praia Clube                    |                          | 16 de fevereiro – São José | 0 |            |            |  |  |       |       |
|  | Sesi-Bauru                     | 3                        |                            |   |            |            |  |  |       |       |
|  | Sesi-Bauru                     | 3                        | Joinville Vôlei            | 2 |            |            |  |  |       |       |
|  | 30 de janeiro – Belo Horizonte |                          | Joinville Vôlei            | 2 |            |            |  |  |       |       |
|  |                                | Itambé/Minas             | 3                          |   |            |            |  |  |       |       |
|  | Itambé/Minas                   | Itambé/Minas             | 3                          | 3 |            |            |  |  |       |       |
|  | Itambé/Minas                   | 15 de fevereiro-São José |                            | 3 |            |            |  |  |       |       |
|  | APAN/Roll-on                   | 2                        |                            |   |            |            |  |  |       |       |
|  | APAN/Roll-on                   | 2                        | Itambé/Minas               | 3 |            |            |  |  |       |       |
|  | 30 de janeiro – Campinas       |                          | Itambé/Minas               | 3 |            |            |  |  |       |       |
|  |                                | Vôlei Renata/Campinas    | 0                          |   |            |            |  |  |       |       |
|  | Vôlei Renata/Campinas          | Vôlei Renata/Campinas    | 0                          | 3 |            |            |  |  |       |       |
|  | Vôlei Renata/Campinas          |                          |                            | 3 |            |            |  |  |       |       |
|  | Suzano Vôlei                   | 2                        |                            |   |            |            |  |  |       |       |
|  | Suzano Vôlei                   | 2                        |                            |   |            |            |  |  |       |       |

- Todas as partidas seguem o horário de Brasília (UTC−3).

### Quartas de final
| Data   | Hora  |                       | Placar |                 | Set 1 | Set 2 | Set 3 | Set 4 | Set 5 | Total   | Relatório |
| ------ | ----- | --------------------- | ------ | --------------- | ----- | ----- | ----- | ----- | ----- | ------- | --------- |
| 29 jan | 21:30 | Sada Cruzeiro         | 2–3    | Joinville Vôlei | 25–21 | 23–25 | 25–17 | 22–25 | 13–15 | 108–103 | Relatório |
| 30 jan | 18:30 | Itambé/Minas          | 3–2    | APAN/Roll-on    | 25–18 | 25–27 | 25–23 | 30–32 | 15–11 | 120–111 | Relatório |
| 30 jan | 21:30 | Vôlei Renata/Campinas | 3–2    | Suzano Vôlei    | 25–18 | 25–23 | 21–25 | 28–30 | 15–12 | 114–108 | Relatório |
| 31 jan | 18:30 | Praia Clube           | 0–3    | Sesi-Bauru      | 22–25 | 19–25 | 18–25 |       |       | 59–75   | Relatório |

### Semifinais
| Data   | Hora  |                 | Placar |                       | Set 1 | Set 2 | Set 3 | Set 4 | Set 5 | Total | Relatório |
| ------ | ----- | --------------- | ------ | --------------------- | ----- | ----- | ----- | ----- | ----- | ----- | --------- |
| 15 fev | 18:00 | Joinville Vôlei | 3–1    | Sesi-Bauru            | 25–17 | 25–16 | 20–25 | 25–23 |       | 95–81 | Relatório |
| 15 fev | 21:00 | Itambé/Minas    | 3–0    | Vôlei Renata/Campinas | 25–20 | 25–21 | 25–22 |       |       | 75–63 | Relatório |

### Final
| Data   | Hora  |                 | Placar |              | Set 1 | Set 2 | Set 3 | Set 4 | Set 5 | Total   | Relatório |
| ------ | ----- | --------------- | ------ | ------------ | ----- | ----- | ----- | ----- | ----- | ------- | --------- |
| 16 fev | 18:30 | Joinville Vôlei | 2–3    | Itambé/Minas | 28–26 | 25–23 | 21–25 | 18–25 | 14–16 | 106–115 | [ 1 ]     |

## Classificação final
| Posição           | Equipe                |
| ----------------- | --------------------- |
| Medalha de ouro   | Itambé/Minas          |
| Medalha de prata  | Joinville Vôlei\|2\|  |
| Medalha de bronze | Sesi-Bauru            |
| 4                 | Vôlei Renata/Campinas |
| 5                 | Sada Cruzeiro         |
| 6                 | Suzano Vôlei          |
| 7                 | APAN/Roll-on          |
| 8                 | Praia Clube           |

|  | Classificado para a Supercopa de 2025 e para o Campeonato Sul-Americano de 2026 |

| Copa Brasil de Voleibol de 2025   |
| Minas Gerais                      |
| --------------------------------- |
| Campeão Itambé/Minas (2.º título) |

| Elenco  |
| ------- |
|         |
| Técnico |
|         |